# 南京农业大学
32°01′55.07″N 118°50′12.02″E / 32.0319639°N 118.8366722°E
南京农业大学是一所位于中华人民共和国江苏省南京市，以农业和生命科学为优势和特色，兼有农学、理学、经济学、管理学、工学、文学、法学等多学科的教育部直属高等院校。南京農業大學是中國“211工程”重点建设大学、“985优势学科创新平台”、“双一流”高校之一，国家首批卓越农林人才教育培养计划改革试点高校。现任党委书记是陈利根教授，校长陈发棣教授。

## 历史

### 历史沿革
南京农业大学办学可溯源至1902年的三江师范学堂农业博物科，其前身是私立金陵大学农学院和国立中央大学农学院。
1914年，私立金陵大学首设4年制农科，开中国四年制大学高等农业教育之先河，1930年，农科扩展成为金陵大学农学院。中大的前身原南京高等师范学校于1917年首设农科，1928年正式称国立中央大学农学院。
1949年，中华人民共和国成立以后，原私立金陵大学农学院改名为公立金陵大学农学院，原国立中央大学农学院改名为国立南京大学农学院。1952年6月，全国高校院系调整，金陵大学农学院与南京大学农学院合并，并调入浙江大学农学院部分系科，成立南京农学院，首任院长为著名小麦遗传育种专家金善宝院士。60年代初，被国务院确定为全国两所重点农业高校之一。1972年1月，学校迁址扬州，与当时的苏北农学院合并成立江苏农学院。1979年2月，经国务院批准，南京农学院在原址南京卫岗恢复办学，列入农业部所属全国重点大学。
1984年7月，经教育部批准，南京农学院改名为南京农业大学。1998年12月，南京农业大学正式进入全国“211工程”重点建设的大学行列。2000年2月，由农业部独立建制划转教育部直接管理。

### 历任主要领导人

#### 金大农学院
- 裴义理（Bailie,Joseph），1914年 - 1915年，私立金大农科科长
- 芮思娄（Reisner,J.H.），1915年 - 1931年，私立金大农科科长（美方）
- 谢家声，1920年 - 1921年，私立金大农林科副科长
- 过探先，1925年 - 1929年，私立金大农林科科长（中方）
- 谢家声，1931年 - 1937年，私立金大农学院院长
- 章之汶，1937年 - 1948年，私立金大农学院院长
- 孙文郁，1948年 - 1949年，私立金大农学院代理院长
- 靳自重，1949年 - 1952年，公立金大农学院代理院长、院长

#### 中大农学院
- 邹秉文，1917年 - 1927年，南京高等师范农科主任、东南大学农科主任
- 蔡无忌，1927年 - 1929年，第四中山大学农学院院长
- 王善佺，1929年 - 1930年，江苏大学农学院院长
- 梁希，1930年 - 1931年，中央大学农学院院长
- 刘运筹，1931年 - 1932年，中央大学农学院院长
- 邹树文，1932年 - 1941年，中央大学农学院院长
- 蔡培元，1941年 - 1942年，中央大学农学院院长
- 冯泽芳，1942年 - 1946年，中央大学农学院院长
- 罗清生，1946年 - 1948年，中央大学农学院院长
- 邹钟琳，1948年 - 1949年，中央大学农学院院长
- 金善宝，1948年8月 - 1952年7月，南京大学农学院院长

#### 南京农学院、南京农业大学
- 金善宝，1952年7月 - 1959年2月
- 张维城，1959年2月 - 1963年9月
- 李力，1963年9月 - 1968年9月
- 陈西光，1979年7月 - 1980年3月，行政负责人兼党委书记
- 李力，1980年3月 - 1981年4月，第二任期兼党委书记
- 樊庆笙，1981年4月 - 1983年12月
- 刘大钧，1983年12月 - 1991年11月
- 盖钧镒，1991年11月 - 1995年7月
- 翟虎渠，1995年7月 - 2001年10月
- 郑小波，2001年10月 - 2011年7月
- 周光宏，2011年7月 - 2019年3月
- 陈发棣，2019年3月 -

## 学科建设
截至2017年1月，学校拥有16个一级学科博士学位授权点、33个一级学科硕士学位授权点、14种专业学位授予权和15个博士后流动站。学校还拥有4个一级学科国家重点学科，13个二级学科国家重点学科及1个国家重点（培育）学科，国家重点学科数量排名全国高校第25位、农林类高校第2位、江苏省高校第3位。“十二五”期间，学校有8个学科进入江苏高校优势学科建设工程。据ESI论文数排名，南京农业大学的农业科学、植物与动物学、环境生态学、生物与生物化学、工程学、微生物学6个学科领域进入全球前1%，其中农业科学学科进入全球前1‰的行列，进入世界一流学科行列。

### 国家重点学科

#### 一级学科国家重点学科
- 作物学
- 农业资源利用
- 植物保护学院
- 兽医学

#### 二级学科国家重点学科
- 作物栽培学与耕作学
- 作物遗传育种
- 土壤学
- 植物营养学
- 植物病理学
- 农业昆虫与害虫防治
- 农药学
- 基础兽医学
- 预防兽医学
- 临床兽医学
- 蔬菜学
- 农业经济管理
- 土地资源管理

#### 国家重点（培育）学科
- 食品科学

### 学位点

#### 一级学科博士学位授权点（16个）
应用经济学、生物学、科学技术史、农业工程、食品科学与工程、作物学、园艺学、农业资源与环境、植物保护、畜牧学、兽医学、水产、农林经济管理、公共管理、草学、生态学

#### 一级学科硕士学位授权点（33个）
哲学、理论经济学、应用经济学、社会学、外国语言文学、数学、化学、海洋科学、生物学、科学技术史、机械工程、计算机科学与技术、轻工技术与工程、农业工程、环境科学与工程、食品科学与工程、作物学、园艺学、农业资源与环境、植物保护、畜牧学、兽医学、林学、水产、中药学、管理科学与工程、工商管理、农林经济管理、公共管理、图书情报与档案管理、草学、生态学、风景园林学

#### 博士后流动站（15个）
生物学、科学技术史、农业工程、食品科学与工程、作物学、园艺学、农业资源利用、植物保护、畜牧学、兽医学、水产、农林经济管理、公共管理、草学、生态学

## 师资力量
截至2015年3月，学校拥有教职员工2726人，其中：博士生导师410人、中国工程院院士4人、国家及部级有突出贡献中青年专家41人、“长江学者”和“千人计划”专家12人、国家级教学名师2人，获国家杰出青年科学基金14人，入选国家其它各类人才工程和人才计划100余人次。

### 两院院士
- 刘大钧：南京农业大学农学院教授，小麦遗传育种学家，1999年当选中国工程院院士
- 盖钧镒：南京农业大学农学院教授，大豆遗传育种学家，2001年当选中国工程院院士
- 万建民：南京农业大学农学院教授，水稻遗传育种学家，2015年当选中国工程院院士
- 张绍铃：南京农业大学园艺学院教授，梨产业科学家，2023年当选中国工程院院士

### 长江学者
- 马正强：南京农业大学农学院教授，“长江学者奖励计划”特聘教授
- 万建民：南京农业大学农学院教授，“长江学者奖励计划”特聘教授
- 王源超：南京农业大学植物保护学院教授，“长江学者奖励计划”特聘教授
- 陈发棣：南京农业大学园艺学院教授，“长江学者奖励计划”特聘教授
- 周继勇：南京农业大学动物医学院教授，“长江学者奖励计划”特聘教授
- 朱晶：南京农业大学经济管理学院教授，“长江学者奖励计划”特聘教授
- 金海翎：南京农业大学植物保护学院教授，“长江学者奖励计划”讲座教授
- 黄炳茹：南京农业大学草业学院教授，“长江学者奖励计划”讲座教授

### 千人计划
- 陈增建：南京农业大学农学院教授
- 赵方杰：南京农业大学资源与环境科学学院教授
- 胡水金：南京农业大学资源与环境科学学院教授
- 黄炳茹：南京农业大学草业学院教授
- 吴玉峰：南京农业大学农学院教授

### 国家级教学名师
- 沈其荣：南京农业大学资源与环境科学学院教授
- 强胜：南京农业大学生命科学学院教授
- 王恬：南京农业大学动物科技学院教授

### 国家杰出青年科学基金获得者
曹卫星（1997）、马正强（2000）、朱伟云（2000）、张天真（2000）、朱军（2003）、李显春（2003）、曲福田（2004）、董汉松（2005）、周继勇（2006）、章文华（2006）、王源超（2012）、邹建文（2012）、张正光（2013）、姜东（2013）、陈发棣（2014）

### “973”首席科学家
郑小波（2002）、张天真（2010）、朱伟云（2012）、沈其荣（2015）

### “863”领域专家
周光宏（2006）、万建民（2012）、刘凤权（2012）、沈其荣（2012）

### 教育部创新团队
主要农作物的基因资源与分子育种（张天真）、植物营养生物学（赵方杰）、大豆生物技术育种研究（李艳）

## 校园文化

### 校训
校训：诚 朴 勤 仁
原校训：团结 勤奋 求实 创新（目前改作校风）

## 教学科研

### 院系设置
- 农学院
- 植物保护学院
- 资源与环境科学学院
- 园艺学院
- 动物科学技术学院
- 无锡渔业学院
- 动物医学院
- 食品科学技术学院
- 经济管理学院
- 公共管理学院（含土地管理学院）
- 人文社会科学学院
- 生命科学学院
- 理学院
- 工学院（位于浦口校区）
- 信息管理学院（位于浦口校区）
- 人工智能学院（位于浦口校区）
- 信息科学技术学院
- 外国语学院
- 农村发展学院
- 金融学院
- 草业学院
- 思想政治理论课教研部
- 体育部

### 国家级科研机构
- 作物遗传与种质创新国家重点实验室
- 国家肉品质量安全控制工程技术研究中心
- 国家信息农业工程技术中心
- 国家大豆改良中心
- 国家有机类肥料工程技术研究中心
- 农村土地资源利用与整治国家地方联合工程研究中心
- 绿色农药创制与应用技术国家地方联合工程研究中心

## 杰出校友
- 王荣：广东省政协主席、党组书记，曾任中共广东省委常委、深圳市委书记。1982年本科毕业，1985年硕士，1988年博士
- 张超超：宁夏回族自治区党委常委、常务副主席，1990年本科毕业
- 缪瑞林：江苏省人民政府副省长，曾任南京市人民政府市长，1984年本科毕业
- 曹卫星：自然资源部副部长，曾任江苏省人民政府副省长，1982年本科毕业，1985年硕士
- 仇和：中共云南省委原副书记，1982年本科毕业，2015年3月被查
- 陈国祥：南京师范大学校长，植物学家、教授，1998年博士毕业
- 胡晋生：美国夏威夷大学教授，植物病理学家，1982年本科毕业
- 张凤如：美国克莱姆森大学教授，植物病理学家，1982年本科毕业
- 刘进元：清华大学教授、博士生导师，分子生物学家，1982年本科毕业
- 庄娱乐：中国科学院江苏省植物研究所所长，1982年本科毕业
- 陈建东：湖北出入境检验检疫局局长，1984年本科毕业
- 易中懿：农业部南京农业机械化研究所所长，1986年本科毕业
- 周红波：中共南宁市委副书记，南宁市人民政府市长，1992年本科毕业
- 戚益军：北京生命科学研究所高级研究员，1995年本科毕业
- 郑小波：原南京农业大学校长、教授，植物病理学家，1990年博士毕业
- 周雪平：浙江大学农学与生命科学学院常务副院长，长江学者和国家杰出青年基金获得者，植物病理学家，1992年博士毕业

## 参看
- 中华人民共和国教育部直属高等学校列表
- 211工程
- 国家重点学科
- 中华人民共和国国家重点实验室列表